# Road Club
 (février 2020).

Road Club est le quatrième des 4 EP's Japonais du groupe de synthpop norvégien A-ha, sortie en 1988, contenant des versions maxi de quelques titres extraits de l'album Stay on These Roads ainsi que de quelques titres de l'album Hunting High and Low, ainsi qu'une face b.
. Il a été uniquement publié au Japon. Les pistes 1 et 3 ont été incluses dans la version Deluxe 2015 de l'album Stay on These Roads, la 4ème dans la version Deluxe 2010 et expanded 2015 de l'album Hunting High and Low et la 2ème dans la version expanded 2015 de l'album Hunting High and Low.

## Titres
| No | Titre                                            | Durée |
| -- | ------------------------------------------------ | ----- |
| 1. | The Blood That Moves the Body (Extended Version) | 5:26  |
| 2. | Take on Me (Extended Version)                    | 4:47  |
| 3. | Stay on These Roads (Extended Version)           | 6:14  |
| 4. | Hunting High and Low (Extended Remix)            | 6:03  |
| 5. | Soft Rains of April (Original Mix)               | 3:15  |